# حسان اللقیس
حسان هولو اللقیس (مرگ دسامبر ۲۰۱۳ در بیروت، لبنان) رئیس بخش فناوری و تسلیحات و ارتباطات از راه دور حزب‌الله و از فرماندهان حزب‌الله لبنان است.

## زندگی‌نامه
وی در رشتهٔ مهندسی رایانه در دانشگاه آمریکایی بیروت تحصیل کرده بود.

## ترور
اللقیس بارها مورد ترور قرار گرفت اما جان سالم به در برد. در ژوئیهٔ ۲۰۰۶، ساختمانی که وی در آن قرار داشت (منطقهٔ الشیاح) بمباران و منهدم شد. به دنبال این بمباران پسر ۱۸ سالهٔ وی به نام علیرضا کشته شد. همچنین خودروی او در منطقهٔ مسیحی‌نشین گالری سمعان نزدیک ضاحیه با دو فروند موشک هدف قرار گرفت اما از این ترور نجات یافت.

## درگذشت
او در نیمه‌شب سه‌شنبه ۱۲ آذرماه ۱۳۹۲ در برابر منزلش در سن تریز جنوب بیروت نزدیک به منطقهٔ ضاحیه هدف گلوله قرار گرفت و کشته شد.